# Waterskiën op de Middellandse Zeespelen 2018
Waterskiën is een van de sporten die beoefend werden tijdens de Middellandse Zeespelen 2018 in Tarragona, Spanje. Er waren twee onderdelen: slalom bij de mannen en bij de vrouwen.

## Uitslagen
| Event          | Goud                     | Zilver        | Brons                   |
| -------------- | ------------------------ | ------------- | ----------------------- |
| Slalom mannen  | Brando Caruso            | Carlo Allais  | Tanguy Dailland         |
| Slalom vrouwen | Camille Poulain-Ferarios | Manon Costard | Laura Martin-Champetier |

## Medaillespiegel
| Plaats | Land      | Goud | Zilver | Brons | Totaal |
| 1      | Frankrijk | 1    | 1      | 2     | 4      |
| 2      | Italië    | 1    | 1      | 0     | 2      |
| Totaal | Totaal    | 2    | 2      | 2     | 6      |

2009 · 2013 · 2018
Atletiek · Badminton · Basketbal · Bocce · Boksen · Boogschieten · Gewichtheffen · Golf · Gymnastiek · Handbal · Judo · Kanovaren · Karate · Paardensport · Roeien · Schermen · Schietsport · Taekwondo · Tafeltennis · Tennis · Triatlon · Voetbal · Volleybal · Waterpolo · Waterskiën · Wielersport · Worstelen · Zeilen · Zwemmen